# Эпигенетическая теория эволюции
Эпигенетическая теория эволюции (ЭТЭ) — одна из современных эволюционных теорий, основанная на данных эпигенетики.
Основные положения эпигенетической теории эволюции были сформулированы в 1987-ом году М. А. Шишкиным на основе идей И. И. Шмальгаузена и К. Х. Уоддингтона.
В качестве основного субстрата естественного отбора теория рассматривает целостный фенотип, причём отбор не только фиксирует полезные изменения, но и принимает участие в их создании.

## Основные положения
Общепринятая в настоящее время синтетическая теория эволюции (СТЭ) предполагает, что первичными изменениями в организме являются мутации, которые вызывают фенотипические изменения, а те, в свою очередь, подвергаются естественному отбору, закрепляя полезные мутации и отсеивая вредные. В отличие от СТЭ, эпигенетическая теория эволюции постулирует первичность фенотипических изменений и их обратное влияние на генотип. 
Как известно, генотип не обладает однозначным воздействием на фенотип. Последний является результатом совместного действия генотипа и условий внешней среды. Кроме того, внутренние биохимические механизмы часто позволяют организму нейтрализовать действие неблагоприятных мутаций, так что из эмбриона с потенциально вредной мутацией может развиться нормально функционирующий организм. Эти наблюдения позволили сторонникам ЭТЭ высказать предположение, что основополагающее влияние на наследственность оказывает не геном, а эпигенетическая система (ЭС) — совокупность факторов, воздействующих на онтогенез.
Согласно концепции ЭТЭ, от предков к потомкам передаётся общая организация ЭС, которая и формирует организм в ходе его индивидуального развития, причём отбор ведёт к стабилизации ряда последовательных онтогенезов, устраняя отклонения от нормы (морфозы) и формируя устойчивую траекторию развития (креод).
Эволюция по ЭТЭ заключается в преобразовании одного креода в другой при возмущающем воздействии среды.
В ответ на возмущение ЭС дестабилизируется, в результате чего становится возможным развитие организмов по отклоняющимся путям развития, возникают множественные морфозы. Некоторые из этих морфозов получают селективное преимущество, и в течение последующих поколений их ЭС вырабатывает новую устойчивую траекторию развития, формируется новый креод. Иными словами, обладающие селективными преимуществами морфозы стимулируют возникновение мутаций, которые генетически закрепляют возникшие в организме благоприятные изменения.
Проблемы, затрагиваемые эпигенетической теорией весьма близки тем, которыми занимается быстро развивающаяся ныне в западных странах эволюционная биология развития. Обе концепции во многом возникли независимо, но если Шишкин прямо указывает на работы Шмальгаузена, то в англоязычной литературе его работы известны не так хорошо, хотя концепция Evo-Devo во многом основана на близких принципах.

## Критика теории и основных положений
Поскольку область приложения эпигенетической теории совпадает с таковой в синтетической теории, то СТЭ и ЭТЭ можно рассматривать как альтернативные теории. Но в то же время методологический подход у этих теорий различен, а следовательно их можно считать дополняющими друг друга.